# 肯代什蒂鄉 (尼亞姆茨縣)
46°42′40″N 26°34′05″E / 46.7112°N 26.5681°E
肯代什蒂鄉（羅馬尼亞語：Comuna Cândești, Neamț），是羅馬尼亞的鄉份，位於該國東北部，由尼亞姆茨縣負責管轄，面積38平方公里，海拔高度250米，2007年人口4,273，人口密度每平方公里113人。